# 吉井郵便局 (長崎県)
吉井郵便局（よしいゆうびんきょく）は長崎県佐世保市にある郵便局。民営化前の分類では集配特定郵便局であった。

## 概要
住所：〒859-6399 長崎県佐世保市吉井町立石497番地1
佐世保市吉井町（旧北松浦郡吉井町、2005年（平成17年）に佐世保市に編入）の中心街の国道に面する。

## 沿革
- 1908年（明治41年）3月26日 - 吉井郵便局（三等）として開設[1]。
- 1916年（大正5年）10月1日 - 簡易保険業務開始。
- 1920年（大正9年）6月1日 - 電信業務開始。（同月11日に市外電話取り扱い開始）
- 1921年（大正10年）3月26日 - 集配業務開始。（佐々郵便局から移管）
- 1932年（昭和7年）2月1日 - 電話交換業務開始。
- 1963年（昭和38年）3月21日 - 御橋郵便局から電話交換事務を移管[2]。
- 1969年（昭和44年）9月12日 - 福井郵便局から和文電報配達事務を移管。
- 1970年（昭和45年）3月30日 - 現在地に局舎改築移転。
- 1975年（昭和50年）8月27日 - 電話自動化に伴い電話交換業務を佐々電報電話局に移管。
- 2007年（平成19年）10月1日 - 民営化に伴い、併設された郵便事業佐世保支店吉井集配センターに一部業務を移管。
- 2012年（平成24年）10月1日 - 日本郵便株式会社発足に伴い、郵便事業佐世保支店吉井集配センターを吉井郵便局に統合。

## 取扱内容
- 郵便、印紙、ゆうパック、内容証明
- 貯金、為替、振替、振込、国際送金、国債
- 生命保険、バイク自賠責保険
- ゆうちょ銀行ATM
- 宝くじの販売
- 佐世保市内の一部地域の集配業務

## 周辺
- 佐世保市役所 吉井行政センター（旧吉井町役場）
- 佐世保市吉井地区生涯学習センター
- 長崎県警相浦警察署 吉井警察官駐在所
- 佐世保市立吉井中学校
- 佐世保市立吉井南小学校
- 吉井保育園
- 吉井中央幼稚園
- スーパーまつばや吉井店
- 吉井活性化センター「ソレイユ吉井」
- ながさき西海農業協同組合本所
- 佐世保市北部商工会
- 佐々川

## アクセス
- 松浦鉄道西九州線 吉井駅から北東へ約600m（徒歩約6分）
- 西肥バス 吉井停留所下車、徒歩約1分
- 国道204号沿い
- 駐車場あり：2台